# Scorpaena cardinalis
Scorpaena cardinalis és una espècie de peix pertanyent a la família dels escorpènids.

## Descripció
- Fa 18 cm de llargària màxima.[2][3]

## Alimentació
Menja principalment petits animals bentònics.

## Hàbitat
És un peix marí, associat als esculls de corall i de clima temperat que viu entre roques, esquerdes i coves.

## Distribució geogràfica
Es troba al Pacífic occidental: Nova Zelanda i Austràlia.

## Costums
És nocturn.

## Observacions
És inofensiu per als humans.